# Luciu, Ialomița
Luciu este un sat în comuna Gura Ialomiței din județul Ialomița, Muntenia, România.

## Istoric
Biserica din sat cu hramul Sf. Împărați Constantin și Elena se află pe lista monumentelor istorice și este zidită in anul 1796 după cum arată pisania din interiorul lăcașului. Luciu apare pentru prima dată pe o hartă din anul 1790.
Conform Marelui dictionar Geografic al României vol. 4 din 1901, moșia aparținea Eforiei Spitalelor din București și unui proprietar particular ( probabil este vorba de Filip Lenș – fiul francezului Jean-Baptiste Lenche). Satul se afla situat în partea de vest a lacului Coșcovata, astăzi secat. Numirea veche a acestui sat era Zmeul, sat care era situat mai spre sud de actualul sat ( între Luciu și Gura Ialomiței ) pe locul numit Biserica Veche.
În anii Republicii Populare Române a existat aici lagărul de muncă forțată Luciu-Giurgeni, unde au fost închiși între alții istoricul Mihai Rădulescu și călugărul franciscan István Karácsonyi, decedat în timpul detenției.
1. ↑  „Marele Dicţionar Geografic Al României Vol IV | PDF”. Scribd. Accesat în 27 iunie 2025.